# Elegie

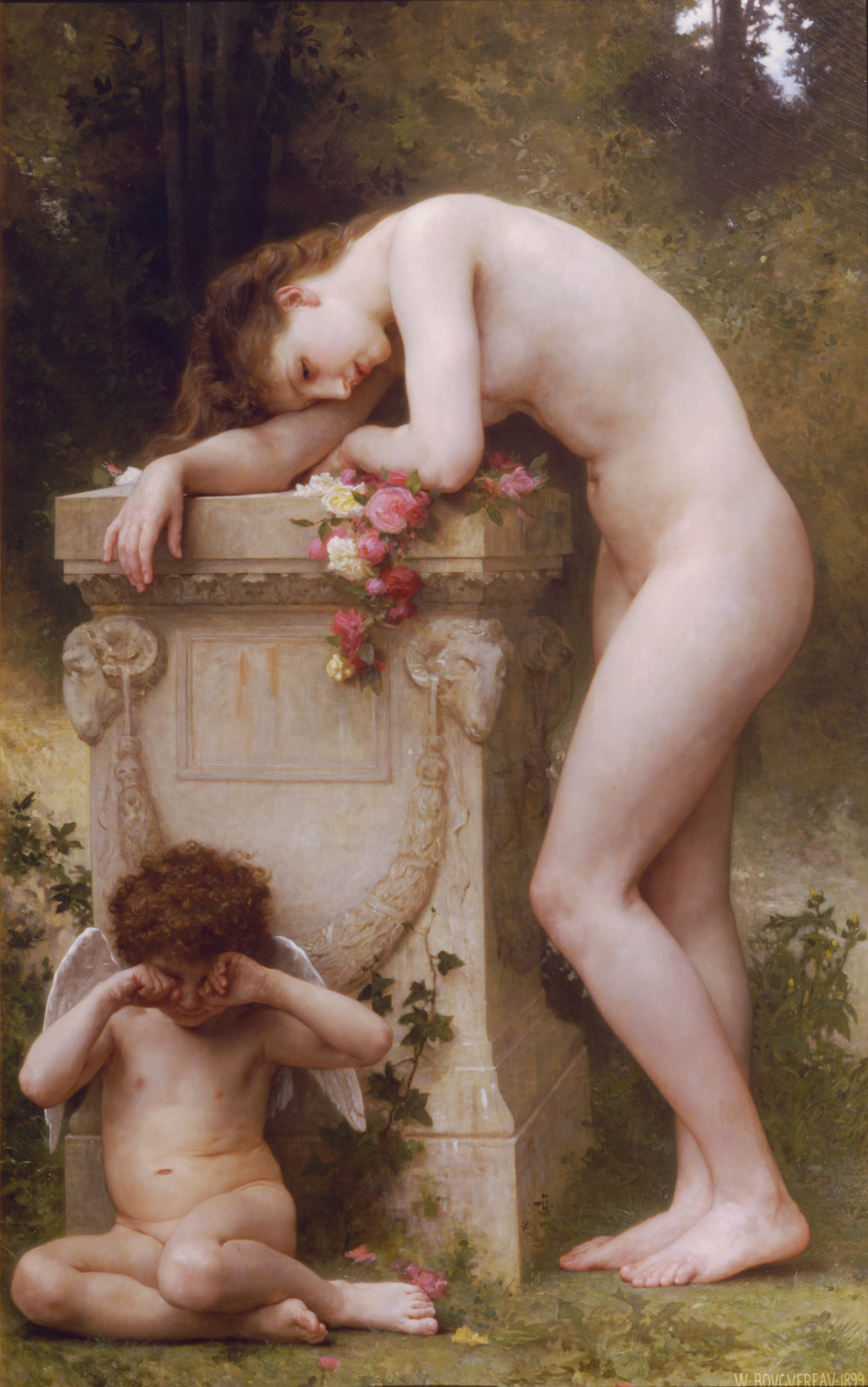
William Adolphe Bouguereau: Die Elegie (1899)

Der Ausdruck Elegie (IPA: [eleˈɡiː], anhörenⓘ) oder Klagegedicht bezeichnet ein oft in Distichen verfasstes Gedicht, das nach heutigem Verständnis meist traurige, klagende Themen zum Inhalt hat. Seit den römischen Elegikern Tibull, Properz und Ovid wurde ein Trauer- und Klagecharakter sowie eine sehnsuchtsvolle, schwermütige Grundstimmung zum dominierenden Inhalt.

## Die griechische Elegie
Der älteste bekannte Elegiendichter ist wohl Archilochos. Von ihm sind jedoch nur wenige Verse erhalten. Der ursprüngliche Charakter der Elegie als Klagelied wird in Euripides’ (484–406 v. Chr.) Tragödie Iphigenie auf Tauris angesprochen, wo sie als „barbarischer Jammerruf asiatischer Melodien“ bezeichnet wird, woraus zu schließen ist, dass sich die elegische Klage wohl erstmals in Kleinasien entwickelte und von dort in den griechischen Kulturraum überging. Elegie heißt in der älteren griechischen Literatur ein Gedicht, dessen Verse in Pentametern geschrieben sind, später in der Form von Distichen, die aus Pentameter und Hexameter zusammengesetzt sind. In der Frühzeit sind es Loblieder auf den Wein, Kriegslieder, Totenklagen, das thematische Spektrum ist noch sehr breit. Im Laufe der Zeit engt es sich auf Trauer- und Klagegesänge ein, oft mit Instrumentalbegleitung (Aulos). Im Hellenismus wird die Elegie, besonders durch Kallimachos von Kyrene, zu einer kunstvoll-pretiösen Dichtung entwickelt.

## Die römische Liebeselegie
Die subjektive Liebeselegie der augusteischen Zeit als Gattung gilt als eine Kreation der römischen Literatur. Allerdings lassen neuere Papyrus-Funde es möglich erscheinen, dass es auch griechische Elegien subjektiv-erotischen Inhalts gab. Erster römischer Elegiker war Gaius Cornelius Gallus, dessen Werk verloren ist. Hauptvertreter sind Tibull, Properz und Ovid; in Catulls Carmen 68 kann man eine Vorwegnahme der Gattung sehen (die Abgrenzung zwischen längerem Epigramm und Elegie ist schwierig). Zentrales Motiv ist das Leben für die eigenen Gefühle von Liebesfreude und besonders Liebesleid als epikureischer Gegenentwurf zu gesellschaftlichen Erwartungen, nämlich vor allem Einsatz für den Staat in Krieg und Politik. Die Ernsthaftigkeit dieser Haltung wird allerdings bei Ovid häufig durch ironische Brechung relativiert. Die römische Elegie richtete sich an einen elitären Leserkreis und hatte nur eine kurze Blüte. Wiederbelebt wurde sie seit dem Humanismus.

## Die Elegie in der Neuzeit und Moderne
In der englischen Literatur meint elegy seit dem 16. Jahrhundert primär eine Totenklage oder allgemein ein Gedicht über das Thema Tod. So entstand die sogenannte „Gräberpoesie“ (Graveyard School), zu deren ersten Beispielen Robert Blairs 1743 erschienenes Lehrgedicht The Grave gehört und die Autoren wie Edward Young und Thomas Gray zu ihren wichtigsten Vertretern zählt. Wie einflussreich diese Friedhofspoesie in Deutschland war, zeigen Autoren der Empfindsamkeit wie etwa Klopstock oder Hölty, dessen Elegie auf einen Dorfkirchhof zwar „Keine Nachahmung des Gray, sondern nur eine Ausführung derselben Idee“ sei. Höltys Elegien sind Ausdruck einer „süßen melancholischen Schwärmerey in Gedichten“, wie er in einem Brief an Johann Heinrich Voß formuliert.
Gegenüber dieser melancholischen Elegie der Empfindsamkeit entwickelt Friedrich Schiller in seiner Definition des Elegischen in der Abhandlung Über naive und sentimentalische Dichtung eine geschichtsphilosophisch begründete Unterscheidung. Dabei wird das Elegische, genau wie das Idyllische und das Satirische, nicht mit der Gattung Elegie gleichgesetzt (denn dafür sind weitere metrisch-formale Kriterien notwendig), sondern als moderne „Empfindungsweise“ bezeichnet, in welcher „die Trauer nur aus einer durch das Ideal erweckten Begeisterung fließen“ dürfe. Wesentlicher Gegenstand dieser Begeisterung ist die ursprüngliche bzw. antike Einheit von Menschen und Göttern, Natur und Kultur, sie ist gewissermaßen die Voraussetzung jener Trauer, welche wiederum aus der Diagnose des Verlustes dieser Einheit in der sentimentalischen Moderne herrührt. Schiller begreift das Elegische also nicht mehr als melancholische Vergegenwärtigung vergangenen Glücks im Sinne Höltys oder Thomas Abbts, sondern als Bruch zwischen Natur und Ideal. Es stehen gar drei literarische Gattungen im Zeichen des Bruchs: In der Satire hebt der sentimentalische Dichter die Mangelhaftigkeit der Wirklichkeit dem Ideal gegenüber hervor, in der Idylle werden Natur und Ideal als zukünftige Wirklichkeit vorgestellt, und als Elegiker trauert der Dichter über die verlorene Natur oder über die Unerreichbarkeit des Ideals, welches er aber zugleich elegisch erinnert. Schillers Elegien wie etwa Das Ideal und das Leben oder Die Götter Griechenlandes sind Ausdruck dieser unüberbrückbaren Distanz zwischen Ideal und Wirklichkeit, ähnliches gilt für Elegien Hölderlins wie etwa Brod und Wein.
Dagegen fehlt diese geschichtsphilosophische Perspektive in Johann Wolfgang von Goethes Interpretation der Elegie, von der vor allem Römische Elegien (1790, erschienen 1795), Das Wiedersehn (1793), Alexis und Dora (1796), Hermann und Dorothea (1796), Amyntas (1797), Euphrosyne (1797/98), Die Metamorphose der Pflanzen (1798) sowie das Spätwerk Trilogie der Leidenschaften mit der Marienbader Elegie (1823/24) zeugen. Stattdessen lebt bei Goethe die Elegie in ihrer römischen, d. h. sinnlich-erotischen Form in den Römischen Elegien fort. Die jeweils ersten großen elegischen Versuche von Goethe und Schiller verdeutlichen diese signifikante Differenz: hier die erotisch-sinnlichen Römischen Elegien Goethes, dort die geschichtsphilosophische Reflexion über den Verlust der antiken Götterwelt in Schillers Die Götter Griechenlandes.
Zu größerer Berühmtheit gelangten Rainer Maria Rilkes Duineser Elegien, die in den Jahren 1912 bis 1922 entstanden.
Bertolt Brechts später Gedichtszyklus trägt den Titel Buckower Elegien, ohne dass diese Gedichte Elegien im eigentlichen Sinne wären.

## Die Elegie in der Musik
In der Musik der Neuzeit ist die Elegie keine formal gebundene Komposition, sondern hat den Charakter eines Phantasiestückes. In der Liedgattung wird sie von Franz Schubert gepflegt. Gabriel Fauré komponierte 1880 die Elegie Op. 24 für Violoncello und Klavier, die später orchestriert wurde. Leonard Bernstein verwendete sie ebenfalls (Elegy for Mippy I und II), eine Oper von Hans Werner Henze trägt den Titel Elegie für junge Liebende.  Auch Aribert Reimann schuf eine Elegie.
Auf dem Album Stormwatch von Jethro Tull heißt ein Stück Elegy.

## China
Auch in Bezug auf die chinesische Literatur wird der Begriff Elegie benutzt, insbesondere werden die Chuci Elegien genannt.

## Elegiendichter
Elegiendichter sind  in der griechischen Antike: Kallinos, Tyrtaios, Mimnermos, Solon, in der römischen Antike: Gallus, Catull, Tibull, Properz, Ovid, Maximianus, in der deutschen Literatur z. B.: Friedrich Gottlieb Klopstock, Johann Wolfgang von Goethe, Friedrich Hölderlin, Friedrich Schiller, Rainer Maria Rilke, Annette von Droste-Hülshoff, Bertolt Brecht und Klabund, in gewisser Weise auch Walther von der Vogelweide.